# Concistori di papa Pio VII

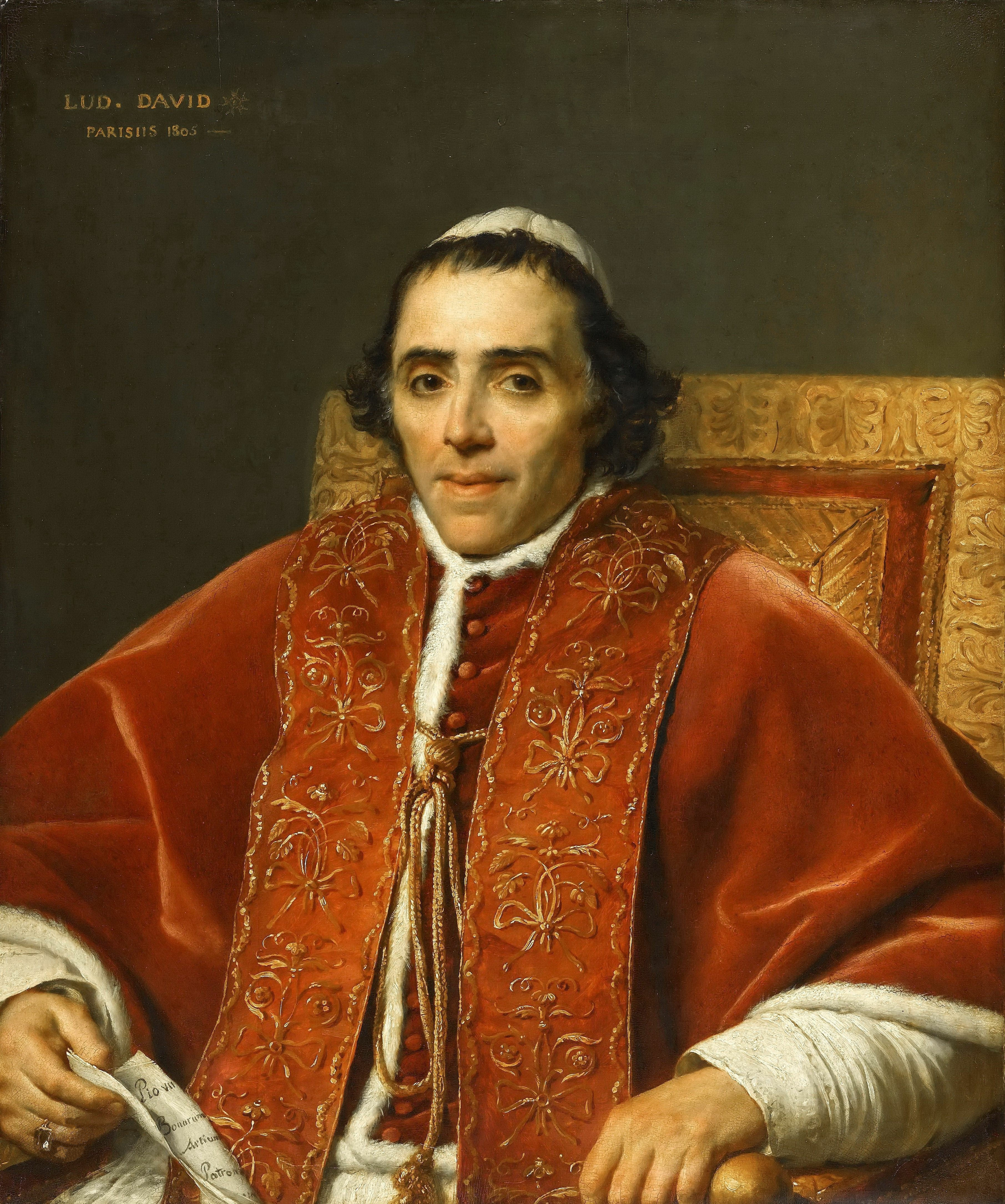
Papa Pio VII

Questa voce raccoglie l'elenco completo dei concistori per la creazione di nuovi cardinali presieduti da papa Pio VII, con l'indicazione di tutti i cardinali creati (99 nuovi cardinali in 19 concistori). I nomi sono posti in ordine di creazione.

## 11 agosto 1800 (I)
- Diego Innico Caracciolo di Martina, chierico della Camera Apostolica; creato cardinale presbitero di Sant'Agostino e deceduto il 24 gennaio 1820;
- Ercole Consalvi, Segretario di Stato; creato cardinale diacono di Sant'Agata de' Goti e deceduto il 24 gennaio 1824;

## 20 ottobre 1800 (II)
- Luis Maria de Borbon y Vallabriga, arcivescovo di Siviglia; creato cardinale presbitero di Santa Maria della Scala (pro illa vice); deceduto il 19 marzo 1823;

## 23 febbraio 1801 (III)
- Giuseppe Firrao, junior, arcivescovo titolare di Petra, segretario della S.C. dei Vescovi e dei Regolari; creato cardinale presbitero di Sant’Eusebio e deceduto il 24 gennaio 1830;
- Ferdinando Maria Saluzzo, arcivescovo titolare di Cartagine, ufficiale della Curia Romana; creato cardinale presbitero di Santa Maria del Popolo; deceduto il 3 novembre 1816;
- Luigi Ruffo Scilla, arcivescovo titolare di Apamea di Bitinia, nunzio apostolico in Austria; creato cardinale presbitero dei Santi Silvestro e Martino ai Monti e deceduto il 17 novembre 1832;
- Bartolomeo Pacca, arcivescovo titolare di Damiata, nunzio apostolico in Portogallo; creato cardinale presbitero di San Silvestro in Capite e deceduto il 19 aprile 1844;
- Cesare Brancadoro, arcivescovo-vescovo di Orvieto; creato cardinale presbitero di San Girolamo degli Schiavoni e deceduto il 12 settembre 1837;
- Giovanni Filippo Gallarati Scotti, arcivescovo titolare di Side e prefetto del Sacro Palazzo Apostolico; creato cardinale presbitero dei Santi Bonifacio e Alessio; deceduto il 6 ottobre 1819;
- Filippo Casoni, arcivescovo titolare di Perge, nunzio apostolico in Spagna; creato cardinale presbitero di Santa Maria degli Angeli e deceduto il 9 ottobre 1811;
- Girolamo della Porta, già segretario della S.C. del Buon governo; creato cardinale presbitero di Santa Maria in Via e deceduto il 5 settembre 1812;
- Giulio Gabrielli, junior, segretario della S.C. del Concilio; creato cardinale presbitero di San Tommaso in Parione e deceduto il 22 settembre 1822;
- Francesco Mantica, segretario della C. per le Vie e le Acque; creato cardinale presbitero di Santa Prisca, deceduto il 13 aprile 1802;
- Valentino Mastrozzi, segretario della C. per l'Annona; creato cardinale presbitero di San Lorenzo in Panisperna e deceduto il 13 maggio 1809;
- Giuseppe Albani, pronipote di Papa Clemente XI, chierico della Camera Apostolica; creato cardinale diacono di San Cesareo in Palatio e deceduto il 3 dicembre 1834;
- Marino Carafa di Belvedere, chierico della Camera Apostolica; creato cardinale diacono di San Nicola in Carcere; rinuncia al cardinalato per motivi matrimoniali nel 1807; deceduto nel 1830.

Undici cardinali riservati "in pectore":
- Antonio Felice Chigi-Zondadari, arcivescovo di Siena; creato cardinale presbitero di Santa Balbina (pubblicato il 28 settembre 1801) deceduto il 13 aprile 1823;
- Lorenzo Litta, arcivescovo titolare di Tebe e nunzio apostolico emerito in Russia; creato cardinale presbitero di Santa Pudenziana (pubblicato il 28 settembre 1801) deceduto il 1º maggio 1820;
- Michelangelo Luchi, O.S.B., predicatore apostolico; creato cardinale presbitero di Santa Maria della Vittoria (pubblicato il 28 settembre 1801) deceduto il 29 settembre 1802;
- Carlo Crivelli, arcivescovo titolare di Patrasso, già governatore di Roma; creato cardinale presbitero di Santa Susanna (pubblicato il 29 marzo 1802); deceduto il 19 gennaio 1818;
- Giuseppe Maria Spina, arcivescovo titolare di Corinto, già legato pontificio in Francia; cardinale presbitero di Sant'Agnese fuori le mura (pubblicato il 29 marzo 1802) deceduto il 13 novembre 1828;
- Michele Di Pietro, patriarca di Gerusalemme dei Latini, vescovo assistente al Soglio Pontificio; cardinale presbitero di Santa Maria in Via (pubblicato il 9 agosto 1802) deceduto il 2 luglio 1821;
- Carlo Francesco Maria Caselli, O.S.M., arcivescovo titolare di Side, già legato pontificio in Francia; cardinale presbitero di San Marcello (pubblicato il 9 agosto 1802) e deceduto il 20 aprile 1828;
- Alphonse-Hubert de Latier de Bayane, decano della Sacra Rota Romana; creato cardinale diacono di Sant’Angelo in Pescheria (pubblicato il 9 agosto 1802) deceduto il 27 luglio 1818;
- Francesco Maria Locatelli, vescovo di Spoleto; creato cardinale presbitero di Santa Maria in Ara Coeli (pubblicato il 17 gennaio 1803) deceduto il 13 febbraio 1811;
- Giovanni Castiglione, uditore generale presso la Camera Apostolica; creato cardinale diacono di Santa Maria in Domnica (pubblicato il 17 gennaio 1803) deceduto il 9 gennaio 1815;
- Charles Erskine of Kellie, legato pontificio in Inghilterra; creato cardinale diacono di Santa Maria in Portico Campitelli (pubblicato il 17 gennaio 1803) deceduto il 20 marzo 1811.

## 9 agosto 1802 (IV)
Oltre alla pubblicazione di due cardinali riservati in pectore nel concistoro del 1801, viene creato:
- Domenico Pignatelli di Belmonte, C.R., arcivescovo di Palermo; creato cardinale presbitero; deceduto il 5 febbraio 1803, prima di potersi recare a Roma per ricevere il titolo

## 17 gennaio 1803 (V)
Oltre alla pubblicazione di tre nomi di cardinali riservati in pectore nel concistoro del 1801, sono creati:
- Jean-de-Dieu-Raymond de Boisgelin de Cucè, arcivescovo di Tours; creato cardinale presbitero; deceduto il 22 agosto 1804, senza essersi mai recato a Roma per ricevere il titolo;
- Antonín Theodor Colloredo von Waldsee und Mels, principe-arcivescovo di Olomouc; creato cardinale presbitero; deceduto il 12 settembre 1811, senza essersi mai recato a Roma per ricevere il titolo;
- Pietro Antonio Zorzi, C.R.S., arcivescovo di Udine; creato cardinale presbitero; deceduto il 17 dicembre 1803, senza essere riuscito a recarsi a Roma per ricevere il titolo;
- Diego Gregorio Cadello, arcivescovo di Cagliari; creato cardinale presbitero; deceduto il 5 luglio 1807, senza essersi mai recato a Roma per ricevere il titolo;
- Jean-Baptiste de Belloy-Morangle, arcivescovo di Parigi; creato cardinale presbitero di San Giovanni a Porta Latina (titolo ricevuto nel febbraio 1805); deceduto il 10 giugno 1808;
- Etienne-Hubert de Cambacérès, arcivescovo di Rouen; creato cardinale presbitero di Santo Stefano al Monte Celio (titolo ricevuto nel febbraio 1805); deceduto il 25 ottobre 1818;
- Joseph Fesch, arcivescovo di Lione; creato cardinale presbitero di Santa Maria della Vittoria; deceduto il 13 maggio 1839.

## 16 maggio 1803 (VI)
- Miguel Carlos José de Noronha e Abranches, arcidiacono della Cattedrale di Lisbona; cardinale presbitero; deceduto il 6 settembre 1803, senza essersi mai recato a Roma per ricevere il titolo;

Un cardinale riservato "in pectore":
- Luigi Gazzoli, uditore generale presso la Camera Apostolica; creato cardinale diacono di Sant’Adriano al Foro (pubblicato nel concistoro dell'11 luglio 1803); deceduto il 23 giugno 1809.

## 11 luglio 1803 (VII)
Oltre alla pubblicazione del cardinale Luigi Gazzoli, sono stati creati:
- Antonio Despuig y Dameto, patriarca titolare di Antiochia dei Latini, arcivescovo emerito di Siviglia; creato cardinale presbitero di San Callisto e deceduto il 2 maggio 1813;
- Pietro Francesco Galleffi, protonotario apostolico; creato cardinale presbitero di San Bartolomeo all’Isola e deceduto il 18 giugno 1837.

## 26 marzo 1804 (VIII)
- Carlo Oppizzoni, arcivescovo di Bologna; creato cardinale presbitero di San Bernardo alle Terme; deceduto il 13 aprile 1855.

## 24 agosto 1807 (IX)
Un cardinale nominato in pectore:
- Francesco Guidobono Cavalchini, governatore di Roma e vice-camerlengo di Santa Romana Chiesa; creato cardinale diacono di Santa Maria in Aquiro (pubblicato il 6 aprile 1818) deceduto il 5 dicembre 1828.

## 8 marzo 1816 (X)[1]
- Annibale Francesco Clemente Melchiore Girolamo Nicola della Genga, arcivescovo-vescovo di Senigallia; creato cardinale presbitero di Santa Maria in Trastevere; poi eletto papa con il nome di Leone XII il 28 settembre 1823; deceduto il 10 febbraio 1829;
- Pietro Gravina, arcivescovo titolare di Nicea, nunzio apostolico in Spagna; creato cardinale presbitero di San Lorenzo in Panisperna (titolo ricevuto nel novembre 1817) deceduto il 6 dicembre 1830;
- Domenico Spinucci, arcivescovo di Benevento, creato cardinale presbitero di San Callisto; deceduto il 21 dicembre 1823;
- Lorenzo Caleppi, arcivescovo titolare di Nisibi e nunzio apostolico in Portogallo; creato cardinale presbitero; deceduto il 10 gennaio 1817, senza esser riuscito a recarsi a Roma per ricevere il titolo;
- Antonio Gabriele Severoli, arcivescovo-vescovo di Viterbo, nunzio apostolico in Austria; creato cardinale presbitero di Santa Maria della Pace e deceduto il giorno 8 settembre 1824;
- Giuseppe Morozzo Della Rocca, arcivescovo titolare di Tebe, segretario della S.C. dei Vescovi e dei Regolari; creato cardinale presbitero di Santa Maria degli Angeli; deceduto il 2 marzo 1842;
- Tommaso Arezzo, arcivescovo titolare di Seleucia di Isauria, pro-commissario del Sant'Uffizio; creato cardinale presbitero di San Pietro in Vincoli e deceduto il 3 febbraio 1833;
- Francesco Saverio Maria Felice Castiglioni, vescovo di Cesena; cardinale presbitero di Santa Maria in Traspontina; poi eletto papa con il nome di Pio VIII il 31 marzo 1829; deceduto il 30 novembre 1830;
- Carlo Andrea Pelagallo, vescovo di Osimo e Cingoli; creato cardinale presbitero dei Santi Nereo e Achilleo; deceduto il 6 settembre 1822;
- Benedetto Naro, governatore di Castel Gandolfo; creato cardinale presbitero di San Clemente e deceduto il 6 ottobre 1832;
- Francisco Antonio Javier de Gardoqui Arriquíbar, già consigliere di Carlo IV, re di Spagna; creato cardinale presbitero di Sant’Anastasia e deceduto il 27 gennaio 1820;
- Dionisio Bardaxí y Azara, uditore della Sacra Rota Romana per l'Aragona; creato cardinale presbitero dei Santi XII Apostoli e deceduto il 3 dicembre 1826;
- Antonio Lamberto Rusconi, vescovo di Imola; creato cardinale presbitero dei Santi Giovanni e Paolo; deceduto il 1º agosto 1825;
- Emmanuele De Gregorio, archimandrita del SS. Salvatore, segretario della S.C. del Concilio; creato cardinale presbitero dei Santi Bonifacio e Alessio, deceduto il 7 novembre 1839;
- Giovanni Battista Zauli, segretario della Camera Apostolica; creato cardinale presbitero di Sant’Onofrio e deceduto il 21 luglio 1819;
- Nicola Riganti, vescovo di Ancona e Numana, segretario della S.C. Concistoriale; creato cardinale presbitero dei Santi Marcellino e Pietro; deceduto il 31 agosto 1822;
- Alessandro Malvasia, protonotario apostolico, assessore del Sant'Uffizio; creato cardinale presbitero di Santa Croce in Gerusalemme e deceduto il 12 settembre 1819;
- Francesco Fontana, B., già generale del suo Ordine; creato cardinale presbitero di Santa Maria sopra Minerva e deceduto il 19 marzo 1822;
- Giovanni Caccia Piatti, chierico della Camera Apostolica; creato cardinale diacono dei Santi Cosma e Damiano; deceduto il 15 settembre 1833;
- Alessandro Lante Montefeltro Della Rovere, chierico della Camera Apostolica; creato cardinale diacono di Sant'Eustachio e deceduto il 14 luglio 1818;
- Pietro Vidoni, junior, chierico della Camera Apostolica; creato cardinale diacono di San Nicola in Carcere e deceduto il 10 agosto 1830.

Dieci cardinali riservati "in pectore":
- Camillo de Simeoni, vescovo di Nepi e Sutri; creato cardinale presbitero di San Giovanni a Porta Latina (pubblicato il 22 luglio 1816) deceduto il 31 dicembre 1817;
- Giovanni Battista Quarantotti, segretario della S.C. de Propaganda Fide; creato cardinale presbitero di Santa Maria in Ara Coeli (pubblicato il 22 luglio 1816) deceduto il 15 settembre 1820;
- Giorgio Doria Pamphilj Landi, già segretario della S.C. dei Riti; creato cardinale presbitero di Santa Maria in Via (pubblicato il 22 luglio 1816) deceduto il 16 novembre 1837;
- Luigi Ercolani della Rocca, tesoriere generale della Camera Apostolica; creato cardinale diacono di San Marco (pubblicato il 22 luglio 1816); deceduto il 10 dicembre 1825;
- Stanislao Sanseverino, pro-governatore di Roma; creato cardinale diacono di Santa Maria in Portico Campitelli (pubblicato il 22 luglio 1816) deceduto il giorno 11 maggio 1826;
- Pedro Benito Antonio Quevedo y Quintano, vescovo di Orense; creato cardinale presbitero (pubblicato il 23 settembre 1816) deceduto il 28 marzo 1818, senza essersi mai recato a Roma per ricevere il titolo;
- Francesco Cesarei Leoni, decano della Sacra Rota Romana; creato cardinale presbitero di Santa Maria del Popolo (pubblicato il 28 luglio 1817); deceduto il 25 luglio 1830;
- Antonio Lante Montefeltro Della Rovere, chierico della Camera Apostolica; creato cardinale presbitero dei Santi Quirico e Giulitta (pubblicato il 28 luglio 1817); deceduto il 23 ottobre 1817;
- Lorenzo Prospero Bottini, segretario della S.C. della Consulta; creato cardinale diacono di Sant’Adriano al Foro (pubblicato il 1º ottobre 1817) deceduto il giorno 11 agosto 1818;
- Fabrizio Sceberras Testaferrata, arcivescovo titolare di Berito, nunzio apostolico in Svizzera, segretario della S.C. dei Vescovi e dei Regolari; creato cardinale presbitero di Santa Pudenziana  (pubblicato il 6 aprile 1818) deceduto il 3 agosto 1843.

## 23 settembre 1816 (XI)
Oltre alla pubblicazione del cardinale Pedro Benito Antonio Quevedo y Quintano, furono creati i seguenti cardinali:
- Francisco Antonio Cebrián Valdá, patriarca delle Indie Occidentali; creato cardinale presbitero; deceduto il 10 febbraio 1820, senza essersi mai recato a Roma per ricevere il titolo
- Maria-Thaddeus von Trauttmansdorf Wiensberg, principe-arcivescovo di Olomouc; cardinale presbitero; deceduto il 20 gennaio 1819, senza essersi recato a Roma per ricevere il titolo
- Franz Xaver von Salm-Reifferscheidt-Krautheim, principe-vescovo di Gurk; creato cardinale presbitero; deceduto il 19 aprile 1822, senza essersi mai recato a Roma per ricevere il titolo
- Paolo Giuseppe Solaro, vescovo emerito di Aosta; creato cardinale presbitero di San Pietro in Vincoli; deceduto il 9 settembre 1824.

## 28 luglio 1817 (XII)
Oltre alla pubblicazione dei cardinali Francesco Cesarei Leoni e Antonio Lante Montefeltro Della Rovere, furono creati i seguenti cardinali:
- Alexandre-Angélique Talleyrand de Périgord, arcivescovo emerito di Reims; creato cardinale presbitero; deceduto il 20 ottobre 1821, senza essersi mai recato a Roma per ricevere il titolo
- César-Guillaume de la Luzerne, vescovo emerito di Langres; creato cardinale presbitero; deceduto il 21 giugno 1821, senza essersi mai recato a Roma per ricevere il titolo
- Louis-François de Bausset-Roquefort, vescovo emerito di Alès; creato cardinale presbitero; deceduto il 21 giugno 1824, senza essersi mai recato a Roma per ricevere il titolo

## 1º ottobre 1817 (XIII)
Oltre alla pubblicazione del cardinale Lorenzo Prospero Bottini, fu creato il seguente cardinale:
- Agostino Rivarola, prefetto del Sacro Palazzo Apostolico, governatore di Castel Gandolfo; creato cardinale diacono di Sant’Agata de’ Goti e deceduto il 7 novembre 1842.

## 6 aprile 1818 (XIV)
Oltre alla pubblicazione dei cardinali Francesco Guidobono Cavalchini e Fabrizio Sceberras Testaferrata, fu creato il seguente cardinale:
- Kasimir Johann Baptist von Häffelin, arcivescovo titolare di Chersoneso di Creta, ambasciatore del Re di Baviera presso la Santa Sede; creato cardinale presbitero di Santa Sabina; deceduto il 27 agosto 1827.

## 4 giugno 1819 (XV)
- Rodolfo Giovanni Giuseppe Ranieri d'Asburgo-Lorena, principe-arcivescovo di Olomouc; creato cardinale presbitero di San Pietro in Montorio e deceduto il 24 luglio 1831.

## 27 settembre 1819 (XVI)
- Carlos da Cunha e Menezes, patriarca di Lisbona; creato cardinale presbitero; deceduto il 14 dicembre 1825 senza essersi mai recato a Roma per ricevere il titolo;
- Cesare Guerrieri Gonzaga, tesoriere generale della Camera Apostolica; creato cardinale diacono di Sant'Adriano al Foro, deceduto il 5 febbraio 1832.

## 2 dicembre 1822 (XVII)
- Anne-Antoine-Jules de Clermont-Tonnerre, arcivescovo di Tolosa; creato cardinale presbitero della Santissima Trinità al Monte Pincio; deceduto il 21 febbraio 1830.

## 10 marzo 1823 (XVIII)
- Francesco Bertazzoli, arcivescovo titolare di Edessa di Osroene, segretario della S.C. per gli Studi; creato cardinale vescovo di Palestrina; deceduto il 7 aprile 1830;
- Giovanni Francesco Falzacappa, arcivescovo di Ancona e Numana, segretario della S.C. del Concilio; creato cardinale presbitero dei Santi Nereo e Achilleo; deceduto il 18 novembre 1840;
- Antonio Pallotta, uditore generale della Camera Apostolica; creato cardinale presbitero di San Silvestro in Capite; deceduto il 19 luglio 1834;
- Francesco Serlupi-Crescenzi, decano della Sacra Rota Romana; creato cardinale presbitero di Santa Prassede; deceduto il 6 febbraio 1828;
- Carlo Maria Pedicini, segretario della S.C. de Propaganda Fide; creato cardinale presbitero di Santa Maria in Via; deceduto il 19 novembre 1843;
- Luigi Pandolfi, segretario della Sacra Consulta; creato cardinale presbitero di Santa Sabina; deceduto il 2 febbraio 1824;
- Fabrizio Turriozzi, consultore del Sant'Uffizio; creato cardinale presbitero di Santa Maria in Ara Coeli; deceduto il 9 novembre 1826;
- Ercole Dandini, vescovo di Osimo e Cingoli; creato cardinale presbitero di Santa Balbina e deceduto il 22 luglio 1840;
- Carlo Odescalchi, arcivescovo di Ferrara; creato cardinale presbitero dei Santi XII Apostoli; deceduto il 17 agosto 1841;
- Antonio Maria Frosini, prefetto del Sacro Palazzo Apostolico, governatore di Castel Gandolfo; creato cardinale diacono di Santa Maria in Cosmedin; deceduto il giorno 8 luglio 1834;
- Tommaso Riario Sforza, chierico della Camera Apostolica; creato cardinale diacono di San Giorgio in Velabro e deceduto il 14 marzo 1857;
- Viviano Orfini, chierico della Camera Apostolica; creato cardinale diacono; deceduto l'8 maggio 1823, prima di ricevere la diaconia di Sant'Angelo in Pescheria che gli era destinata.

Un cardinale riservato "in pectore":
- Giacinto Placido Zurla, O.S.B.Cam., abate generale del suo Ordine; creato cardinale presbitero di Santa Croce in Gerusalemme (pubblicato il 16 maggio 1823) deceduto il 29 ottobre 1834.

## 16 maggio 1823 (XIX)
Oltre alla pubblicazione del cardinale Giacinto Placido Zurla, fu creato il seguente cardinale:
- Anne-Louis-Henri de La Fare, arcivescovo di Sens; creato cardinale presbitero di Santa Maria in Traspontina; deceduto il 10 dicembre 1829.